# 聚藻
聚藻（学名：Myriophyllum spicatum），又名穗状狐尾藻、泥茜。为小二仙草科狐尾藻屬下的一个种，除了澳洲之外，其他大陸均有分布，在20世紀1940年代首次引入北美，在某些地區成入侵物種。

## 扩展阅读
- 維基物種上的相關：聚藻